# Universidad Occidental de Ciencias de la Salud
La Universidad Occidental de Ciencias de la Salud o WesternU (en inglés: Western University of Health Sciences) es una universidad privada con campus principal en Pomona, California, y una escuela de medicina adicional en Lebanon, Oregón. WesternU ofrece títulos en medicina osteopática, medicina dental, optometría, medicina podiátrica, enfermería, estudios de asistente médico, fisioterapia, farmacia, ciencias biomédicas y medicina veterinaria. Con una matrícula de 3833 estudiantes (2018-19), WesternU ofrece 21 programas académicos en nueve facultades.
Bajo la bandera de WesternU Health la universidad opera una variedad de instalaciones de atención al paciente en California y Oregón. Los campus de Pomona y Portland (Oregón) incluyen un centro médico, un centro dental, un instituto de atención oftalmológica, una farmacia y un centro de salud para viajeros. WesternU-Pomona también alberga el Pet Health Center, que brinda servicios veterinarios. Los servicios dentales se ofrecen en el campus de Rancho Mirage, mientras que un campus de Los Ángeles ofrece servicios de optometría.
Fundado en 1977, el primer programa en WesternU fue su escuela de medicina, el Colegio de Medicina Osteopática del Pacífico (COMP). Desde ese momento, el Colegio de Medicina Veterinaria abrió en 2003 y las facultades de medicina dental, optometría y medicina podiátrica se abrieron en 2009. En 2011, la universidad abrió un campus adicional en Lebanon, Oregón, el Colegio de Medicina Osteopática del Pacífico, Noroeste (COMP-Northwest). En 2015, el presidente fundador de la universidad, Philip Pumerantz, se jubiló.
Todos los programas en WesternU tienen acreditación profesional y la universidad está acreditada por la Asociación Occidental de Escuelas y Colegios. La escuela de medicina (COMP) también está acreditada por la American Osteopathic Association de la Comisión de Acreditación Universitaria Osteopática.